# Серебряный кодекс
Сере́бряный ко́декс (лат. Codex Argenteus) — манускрипт перевода Библии на готский язык, сделанного несколькими переводчиками, вероятно под руководством епископа Вульфилы, датируется VI веком. Написан на пурпурном пергаменте серебряными чернилами и хранится в Швеции, в Уппсале. Первоначально содержал 336 листов, из которых сохранилось 188, включая обнаруженный в Шпайере. Содержит текст Четвероевангелия.
В 2011 году был включен ЮНЕСКО в реестр «Память мира».

## История
Предположительно Серебряный кодекс был написан для остготского короля Теодориха Великого в его резиденции в Равенне либо в Брешиа. Королевский кодекс был роскошно оформлен: тонкий пергамент был окрашен пурпуром, текст нанесён золотыми и серебряными чернилами. Художественный стиль, качество декора и миниатюр свидетельствуют, что рукопись была сделана как минимум для членов королевской семьи. В 1970 году Ян-Улоф Чедер (швед. Jan-Olof Tjäder, 1921—1998) выдвинул гипотезу, что создателем кодекса был знаменитый готский каллиграф первой половины VI века Вилиарих (Вильярит), трудившийся в Равенне. После кончины Теодориха в 526 году кодекс не упоминался в источниках более тысячи лет.
Значительный фрагмент Серебряного кодекса (187 листов) сохранился в Верденском аббатстве близ Эссена, бывшим некогда одним из богатейших монастырей Священной Римской империи. Время и обстоятельства появления кодекса в Германии неизвестны. Точная дата обретения рукописи неизвестна, но она вновь упоминается с середины XVI века. Далее рукопись оказалась в библиотеке императора Рудольфа II в Праге. В период до 1587 года кодекс был переплетён, причём листы оказались перепутанными. После окончания Тридцатилетней войны в 1648 году рукопись в качестве военного трофея поступила в библиотеку королевы Христины Шведской в Стокгольм. После перехода королевы в католицизм рукопись оказалась в Нидерландах и в 1654 году была приобретена собирателем рукописей Исааком Воссом (1618—1689). В 1662 году рукопись была выкуплена Магнусом Делагарди и перевезена в Швецию, где в 1669 году поступила в библиотеку университета Уппсалы. Делагарди заказал для рукописи роскошный переплёт из серебра. При новом переплёте листы кодекса были несколько обрезаны, чтобы сделать его более изящным.
Между 1821 и 1834 годами 10 листов рукописи были украдены из университетской библиотеки, однако на смертном одре вор завещал вернуть их. Это произошло в 1857 году.
В 1995 году листы рукописи, выставленные на всеобщее обозрение, были украдены, но обнаружены месяц спустя в камере хранения Центрального вокзала Стокгольма.
В 1998 году кодекс был подвергнут радиоуглеродному анализу, и точно датирован VI веком. Кроме того, было подтверждено высказанное ранее предположение, что в XVI веке рукопись была по крайней мере один раз переплетена.

### Находка 1970 года
В октябре 1970 года в Шпайере при восстановлении часовни св. Афры Аугсбургской кафедрального собора в деревянном реликварии был найден последний, 336-й лист Серебряного кодекса, содержащий заключительные стихи Евангелия от Марка (а именно Мк. 16:13-20). Шпейерский лист был намотан на палочку и обёрнут бумагой, что несомненно указывает на желание сохранить рукопись. Обёртка надписана, причём буквы палеографически датировались первой половиной XVI века, когда гуманисты активно посещали Верденское аббатство. Поскольку рукопись тогда не была переплетена, значительная часть листов, по-видимому, была раздарена настоятелями или похищена любопытствующими.
По мнению П. Скардильи, поскольку формат Шпайерского листа отличается от остальной известной части Серебряного кодекса, и имеющиеся повреждения не совпадают с теми, что характерны для остального блока, он был изъят из рукописи сравнительно рано, возможно, между IX—XI веками, и оказался связан с реликвиями святого Эразма. Его сохранность позволяет надеяться на отыскание прочих утраченных частей кодекса.

## Публикации
Рукопись Серебряного кодекса была обнаружена в середине XVI века Антонием Мориллоном — секретарём кардинала Гранвелы, который переписал «Молитву Господню». Его выписки были напечатаны Арнольдом Меркатором — сыном знаменитого картографа. Кодекс упоминается в 1569 году голландским гуманистом Йоханнесом Беканусом (1519—1572) в книге «Антверпенские древности» (лат. Origines Antwerpianae). Беканус писал, что рукопись тогда находилась в Верденском аббатстве.
В 1597 году профессор греческого языка Лейденского университета Бонавентура Вулканиус (1538—1614) опубликовал книгу «О письменах и языке гетов или готов» (лат. De literis et lingua Getarum sive Gothorum), в которой был впервые напечатан фрагмент текста кодекса, получившего название Codex Argenteus (Бонавентура утверждал, что не изобретал этого термина, а заимствовал его у неназванного предшественника). Бонавентура был первым исследователем, который опубликовал пространный текст на готском языке и связал его с именем Вульфилы. В трактате Вулканиуса содержались две главы о готском языке, содержащих текст Нового Завета — «Аве Мария» (Лк. 1:28 и Лк. 1:42), Молитва Господня (Мф. 6:9-13), Магнификат (Лк. 1:46-55) и Песнь Симеона Богоприимца (Лк. 2:29-32). Тексты были снабжены готским оригиналом с транслитерацией латинскими буквами.
Первое полное издание текста Четвероевангелия Вульфилы было выпущено в 1665 году Франциском Юнием (младшим) (шурином Исаака Восса) в Дордрехте уже после отправки рукописи в Швецию.
В 1737 году Ларс Руберг (1664—1742), профессор медицины Уппсальского университета, учитель Карла Линнея, сделал гравюру с одного из листов рукописи, сохранившуюся в епархиальной библиотеке Линчёпинга. Гравюра была использована в издании 1750 года.
В 1834 году шведский филолог Андерс Уппстрём (1806—1865) опубликовал диссертацию Aivaggeljo þairh Matþaiu eller Fragmenterna af Matthæi Evangelium på götiska jemte ordförklaring och ordböjningslära, а в 1854 году опубликовал полный текст 177 листов Серебряного кодекса. 10 листов были украдены между 1821 и 1834 годами. После их возвращения в 1857 году, Уппстрём опубликовал дополнение к изданию 1854 года под названием Decem Codicis argenteæ rediviva folia.
Факсимильное издание Серебряного кодекса было опубликовано только в 1927 году, в честь 450-летия Уппсальского университета (лат. Codex argenteus Upsalensis jussu Senatus Universitatis phototypice editus). Его подготовили профессор Отто фон Фризен и доктор Андерс Грапе. Б. Мецгер утверждал, что фотокопия читается легче, чем потемневшие листы оригинала.
Стандартным считается издание немецкого филолога Вильгельма Штрейтберга (1856—1925) Die Gotische Bibel, вышедшее в 1910 году. Его пятое издание, последнее на сегодняшний день, было выпущено в 1965 году, и не учитывает более поздней находки 336-го листа. Готский текст сопровождается реконструкцией предполагаемой греческой версии, с которой делал перевод Вульфила.

## Особенности рукописи и текста
Изначально кодекс содержал 336 листов, то есть 672 страницы. Сброшюрован он следующим образом: 37 тетрадей по 4 двойных листа (16 страниц), в конце каждого Евангелия — тетрадь из 5 двойных листов (по 20 страниц), возможно, было также введение и таблицы канонов, как в Кодексе из Брешии. Листы основной части Серебряного кодекса имеют формат 19,5 см в длину и 24,5 см в высоту (у новонайденного 336-го листа — 21,7 × 26,6 см). Листы, извлечённые из книжного блока, имеют свойство самопроизвольно сворачиваться в трубочку.
Евангелия расположены в так называемом западном порядке (Матфей, Иоанн, Лука, Марк), как в рукописях старолатинской Библии, в частности Кодексе из Брешии. Первые три строки каждого Евангелия написаны золотыми буквами, золотыми чернилами написаны и начала разделов, а также сокращения имён евангелистов в четырёх таблицах параллельных мест внизу каждой страницы, обрамлённых серебряными аркадами. Серебряные чернила окислились и плохо читаются на фоне тёмно-багрового пергамента, на фоторепродукциях тексты Евангелий от Матфея и Луки отличаются от текста Иоанна и Марка, возможно, из-за другого состава чернил, содержащих больше серебра. Почерк готского алфавита унциальный, он настолько однороден, что даже встречались предположения об использовании печатных клише.
Текст перевода Вульфилы строго буквальный, перевод выполнен дословно с сохранением греческого порядка слов в ущерб готской грамматике. Ошибочным является мнение, что готский перевод стилистически единообразен. Подбор слов для перевода в общем довольно тщателен и осторожен: например, из 64 греческих и семитских заимствований, вошедших в латинскую Вульгату, в готской версии осталось только 28. Доктор Г. Колиц утверждал в 1930 году, что «Ульфила был более компетентным переводчиком с греческого, чем Эразм или Лютер». Однако вариативность в употреблении лексики, синтаксических конструкций и т. п., а также экзегетическая неоднородность текста, несомненно доказывают, что перевод Библии на готский язык выполнен группой переводчиков. Таким образом, Вульфила может расцениваться только как символическая фигура.
Все исследователи, включая Штрейтберга, согласны, что в основе своей это антиохийский тип текста. Таким образом, готский перевод оказывается древнейшим из сохранившихся свидетельств антиохийского типа, но со значительным количеством западных чтений. Не решён вопрос о происхождении старолатинских элементов. В 1919 году Ханс Лицманн выдвинул версию о том, что Вульфила обращался к старолатинской версии Евангелия. В 1910 году Адольф Юлихер предположил, что примесь латинской традиции имела место в греческой рукописи, с которой он переводил. Фридрих Кауфманн в 1920 году предположил, что готская версия Вульфилы была латинизирована позднейшими переписчиками, аргументируя это тем, что все сохранившиеся готские рукописи происходят из Ломбардии. Ф. Бёркитт предположил, что текст «Серебряного кодекса» оказал сильное влияние на составителей Кодекса из Брешии, текст которого был исправлен по Вульгате, а затем приведён в соответствие с готской версией.

## Содержание
В современном тексте сохранились следующие евангельские стихи:
- Евангелие от Матфея: 5:15-48; 6:1-32; 7:12-29; 8:1-34; 9:1-38; 10:1,23-42; 11:1-25; 26:70-75; 27:1-19,42-66.
- Евангелие от Иоанна: 5:45-47; 6:1-71; 7:1-53; 8:12-59; 9:1-41; 10:1-42; 11:1-47; 12:1-49; 13:11-38; 14:1-31; 15:1-27; 16:1-33; 27:1-26; 28:1-40; 29:1-13.
- Евангелие от Луки: 1:1-80; 2:2-52; 3:1-38; 4:1-44; 5:1-39; 6:1-49; 7:1-50; 8:1-56; 9:1-62; 10:1-30; 14:9-35; 15:1-32; 16:1-24; 17:3-37; 18:1-43; 19:1-48; 20:1-47.
- Евангелие от Марка: 1:1-45; 2:1-28; 3:1-35; 4:1-41; 5:1-5; 5-43; 6:1-56; 7:1-37; 8:1-38; 9:1-50; 10:1-52; 11:1-33; 12:1-38; 13:16-29; 14:4-72; 15:1-47; 16:1-12 (+ 16:13-20).

В утратах текста наблюдается определённая последовательность. Больше всего пострадало Евангелие от Матфея — утрачены 76 листов, сохранились 22; далее следует Евангелие от Иоанна (нет 29, сохранилось 45); Евангелие от Луки (утрачено 36, сохранилось 70); Евангелие от Марка (8, остался 51 лист). В Евангелии от Матфея утрачено 60 листов подряд, но большинство утрат составляют малые — в один лист (всего 11), больших пробелов (в два листа) — 6. Объём потерь: 75 % Матфея; 40 % — Иоанна; 35 % — Луки, 8 % — Марка.